# Schwenningdorf
Schwenningdorf is een plaats in de Duitse gemeente Rödinghausen, deelstaat Noordrijn-Westfalen. Een actueel bevolkingscijfer is niet bekend. Actuelere, nauwkeurige gegevens dan ten tijde van de gemeentelijke herindeling van 1 januari 1969 zijn niet beschikbaar, met uitzondering van een ongedateerde, vermoedelijk uit de jaren 1980 stammende opgave op de gemeentelijke website, die voor Schwenningdorf een bevolkingscijfer van 2.356 personen vermeldt. De grootste helft van de bevolking is evangelisch-luthers.
Het dorp ligt in het midden van de gemeente. Tot Schwenningdorf behoort ook het gehucht Neue Mühle.

Station Neue Mühle (Haltepunkt Neue Mühle) is een spoorwegstation in het gelijknamige gehucht van Schwenningdorf. Het station ligt aan de spoorlijn Bünde - Bassum.
In Schwenningdorf staat de grote fabriek van de in 1898 opgerichte onderneming Hacker Küchen, de op twee na grootste keukenfabrikant van Duitsland. Er werkten eind 2020 1.855 mensen bij dit bedrijf, dat verreweg de grootste werkgever in de gemeente is. De onderneming heeft veel invloed op het culturele en verenigingsleven in de gemeente, met name door ruimhartige sponsoring van evenementen, sportclubs e.d.

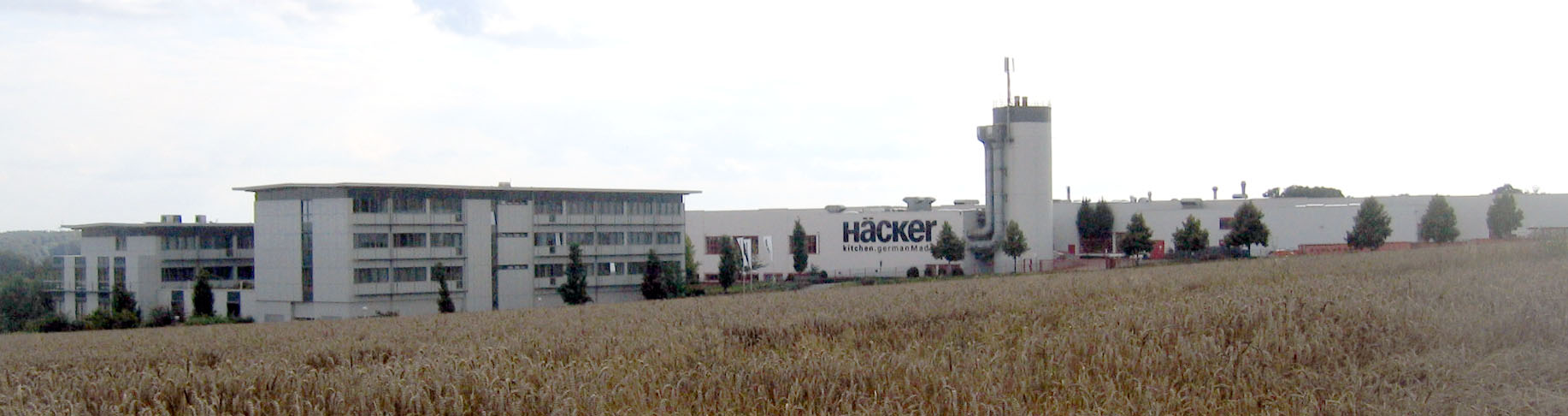
Fabriek van Häcker (keukens)
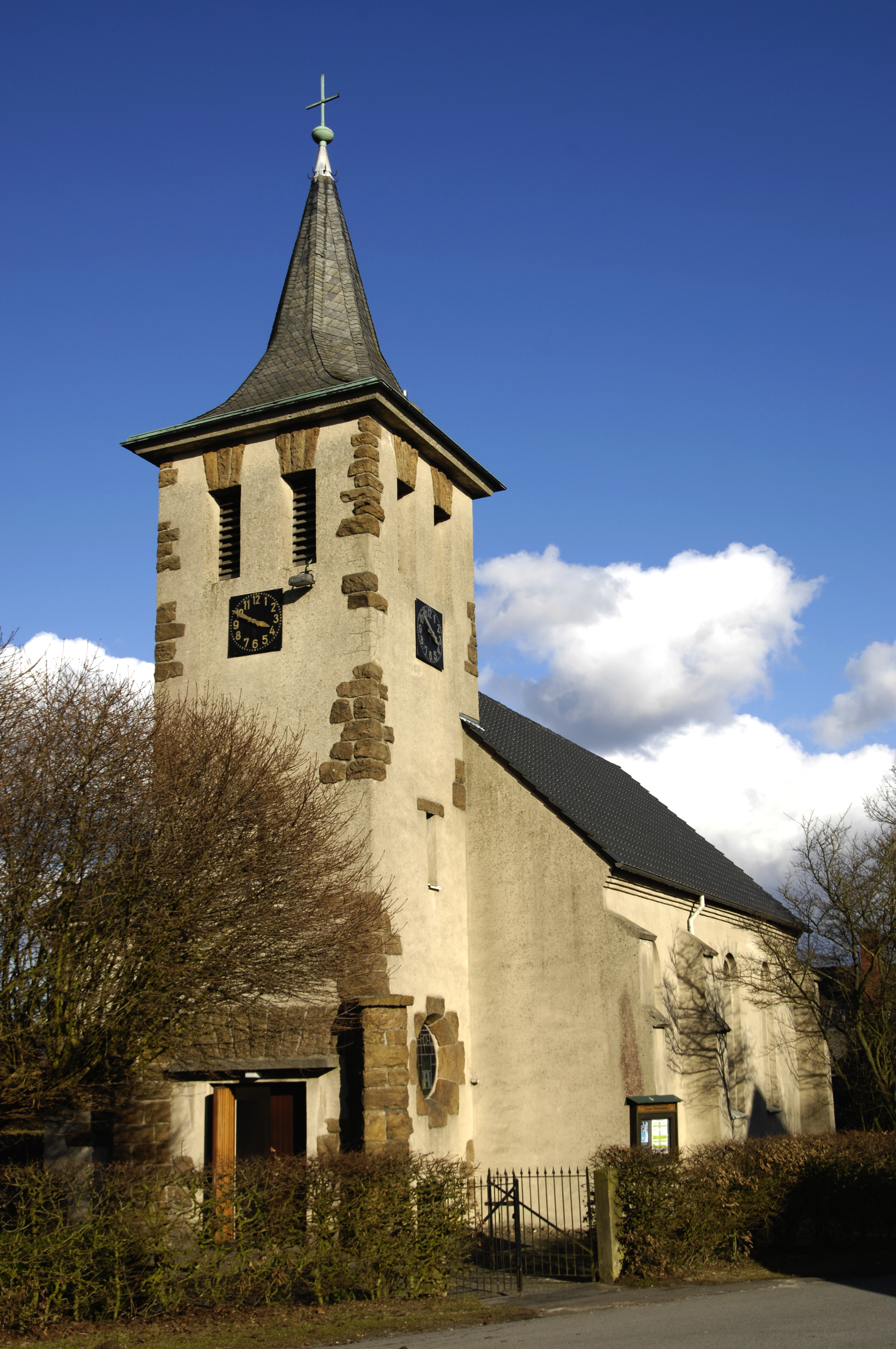
Evang.-lutherse kerk te Schwenningdorf (1864)
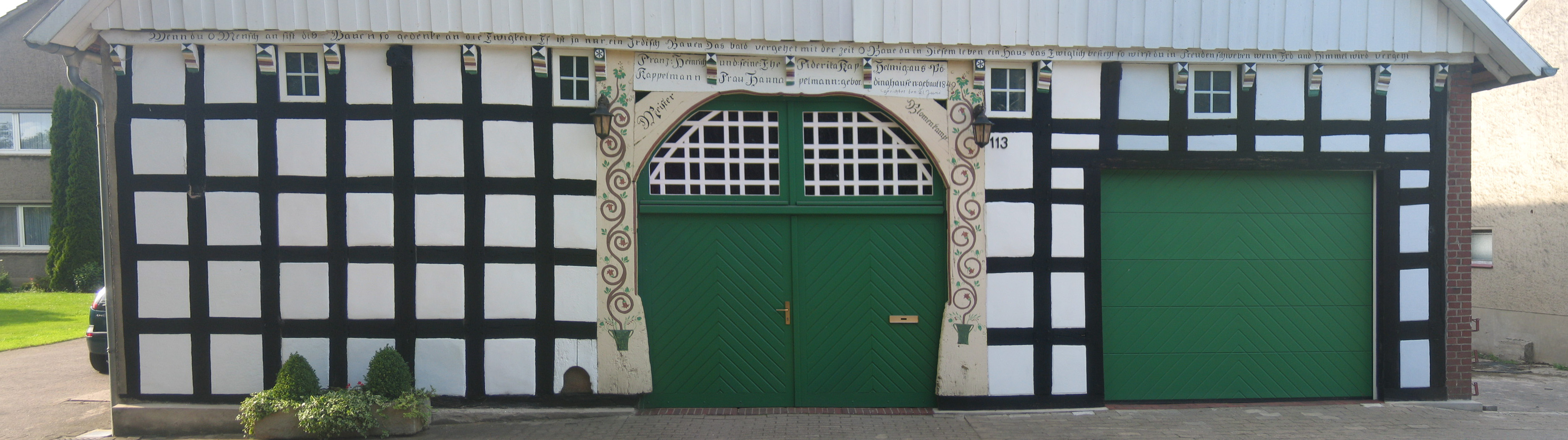
Monumentaal vakwerkhuis in het dorp

## Belangrijke personen in relatie tot het dorp
- Ingo Nentwig (* 8 april 1960 in Schwenningdorf; † 30 januari 2016 in Rödinghausen), belangrijk Duits sinoloog en etnoloog; befaamd om zijn onderzoek naar met name sjamanisme en mondelinge overleveringen en verteltradities van verscheidene culturele minderheden[1] in Binnen-Mongolië en elders in de Volksrepubliek China.[2]